# ستيوارت ديفيدسون
ستيوارت ديفيدسون (بالإنجليزية: Stewart Davidson)‏ (1 يونيو 1886 بأبردين في المملكة المتحدة - 1960) هو لاعب كرة قدم بريطاني (وحمل سابقاً جنسية المملكة المتحدة لبريطانيا العظمى وأيرلندا) في مركز جناح ‏. شارك مع منتخب اسكتلندا لكرة القدم. أما مع النوادي، فقد لعب مع نادي أبردين ونادي ميدلزبره.

## وصلات خارجية
- ستيوارت ديفيدسون على موقع قاعدة بيانات كرة القدم.إي يو (الإنجليزية)